# ポーランド王国

ポーランド王国
Królestwo Polskie (ポーランド語)

ポーランド王国の位置（1190年）

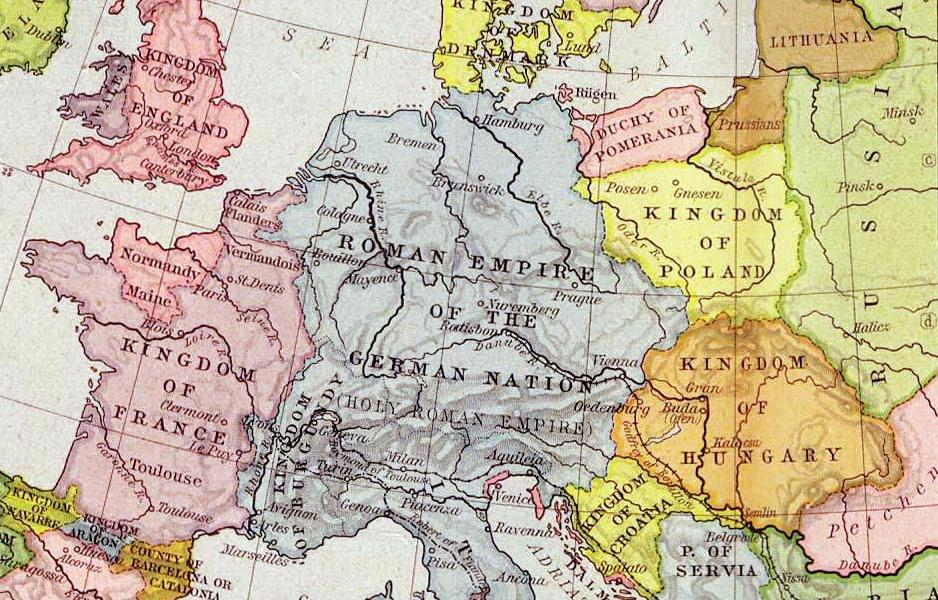
1097年の中央ヨーロッパ、黄色がポーランド王国

ポーランド王国（ポーランドおうこく）は、1025年から1569年（リトアニアとの二重王国時代を含めると1795年）までポーランド一帯を支配していた王国である。14世紀にリトアニア大公国と合同し、14世紀から16世紀にかけて北はエストニア、南はウクライナまでをも含む大王国を形成、人口や領土において当時のヨーロッパ最大の国家「ポーランド・リトアニア共和国」を形成し、その連邦の盟主となったが、ヨーロッパの経済構造が変化すると共に対外戦争と内乱が続き、18世紀に共和国が周辺諸国に領土を分割されると同時に消滅して、その領土的実態としての歴史を終えた。法的には1918年に成立したポーランド共和国（第二共和国）、1939年からのポーランド亡命政府、このポーランド亡命政府を1989年に継承した現在のポーランド共和国（第三共和国）がその法的継承国家である。

## 歴史

### ピャスト朝

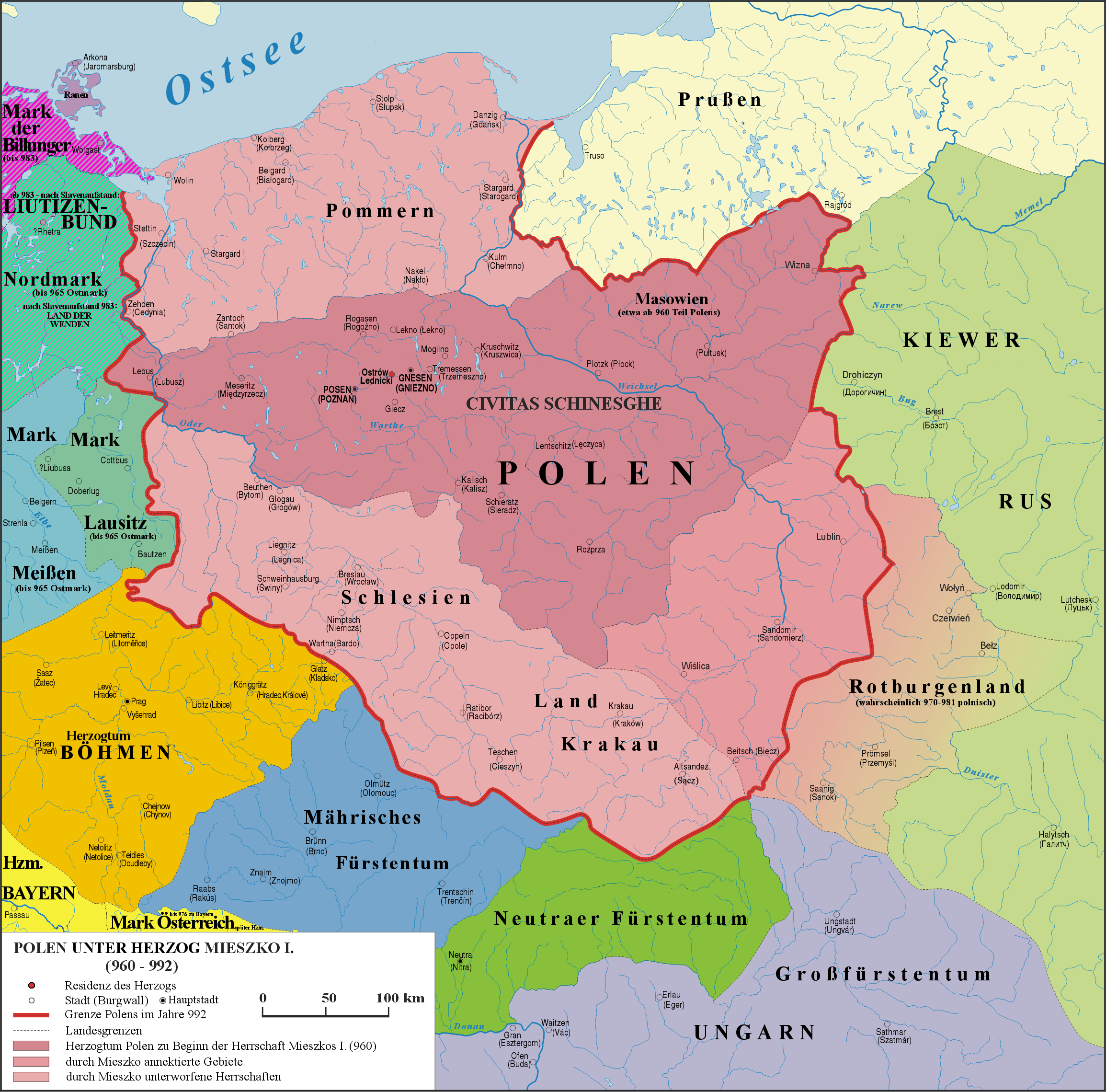
建国時代のポーランド王国
現代のポーランド共和国とほぼ同じ領土

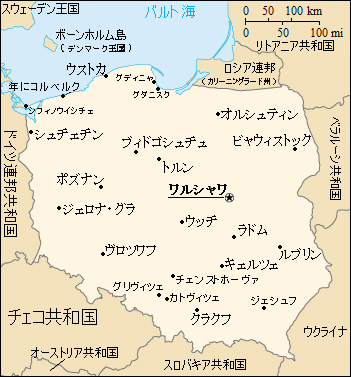
現代のポーランド共和国

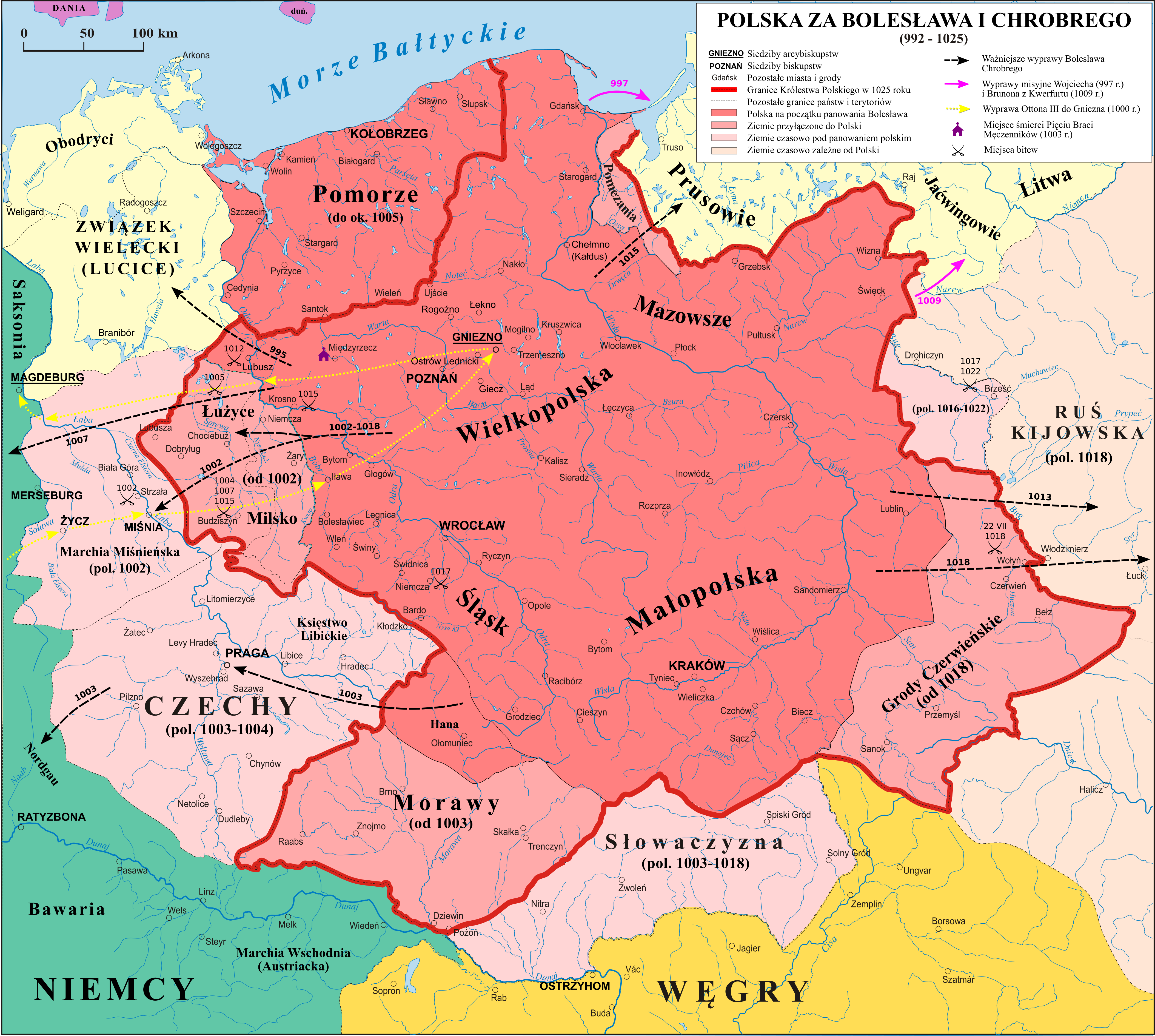
建国直後の時代に拡張したポーランド王国および当時ピャスト朝が支配していた各国
（チェコおよびブレスト）

現在のポーランドは10世紀まで地方ごとにいくつかの西スラヴ人の公国によって分割支配されていたが、10世紀後半にピャスト朝の公ミェシュコ1世によって統一され、キリスト教化されることによってポーランド公国となった。この時、キリスト教化は神聖ローマ帝国を介さずローマによって直接行われた。これはポーランドが帝国秩序には組せず、あくまで帝国とは対等の完全独立国であることを宣言する意味合いがあった。
11世紀、ミェシュコの子のポーランド公ボレスワフ1世（「勇敢王」）は積極的に公国の勢力を拡大、神聖ローマ帝国の東部（マイセンなど）、キエフ地方までのウクライナ、ボヘミア王国の西部、ポメラニア公国などを支配下に収め、広大な領土を実現、さらに神聖ローマ帝国の内政に積極的に干渉し圧力をかけ、時には帝国に対し積極的に戦争を仕掛け、かつ皇帝オットー3世を公国首都のポズナンに呼びつけ、帝国の支配体制には組せず、あくまでポーランドと神聖ローマ帝国は対等の地位にあることを内外にアピールするなど、強大な権力を誇った。
この時代にポーランド公国と神聖ローマ帝国の間で取り決めた西方国境線と南方国境線は、現在のポーランド共和国の国境線にきわめて似通っている。東方国境線は慣習的なものであるが、建国時代のものはプロイセン地方とブク川を基準としてだいたい安定していた。これによってボレスワフ1世はポーランド国王の称号を内外から認められるようになり、ポーランド王国を成立させる。
ポーランド王国は、後に「貴族共和政」に発展した有力者の分権的性格が建国以前から根強いために、国王の王権が弱く、ボレスワフ1世が没してから数代経つと、王族や貴族による内紛が頻発するようになった。12世紀後半に即位したカジミェシュ2世の時代には、父ボレスワフ3世の遺言状で国土が多くの子供に分割相続されてしまい、頂点にピャスト家の大公を戴く複数の公国へと分裂状態に陥る。さらにその後を継いだレシェク1世は、大公権の弱さのために3度も廃位された上、最終的には1227年に暗殺されてしまう。
1241年にはバトゥ率いるモンゴル帝国軍の第1次ポーランド侵攻を受け、レグニツァの戦いでポーランド軍は彼我の兵力差などから大敗し、総大将ヘンリク2世も戦死した。その後、大公位はレシェク1世の子ボレスワフ5世が継いだが、1245年にヤロスラヴの戦いではハールィチ・ヴォルィーニ大公国にモンゴルと共に侵攻し、ハールィチ・ヴォルィーニ大公国はジョチ・ウルスの属国と化した。1259年のモンゴル軍による第2次ポーランド侵攻を防げずハンガリーに亡命する。そして、このモンゴル侵攻によってポーランド国土は荒廃した。1286年と1287年にモンゴル軍による第3次ポーランド侵攻が行なわれ、ハールィチ・ヴォルィーニのレーヴ・ダヌィーロヴィチは、モンゴル軍を利用して、ハンガリー王国のザカルパッチャ地方とポーランド王国のルブリンを占領した。
14世紀はじめに即位した国王ヴワディスワフ1世により、長く分裂状態にあったポーランドはようやく統一された。しかし今度は、神聖ローマ帝国やボヘミア王国などからの外圧を受けるようになる。これに対して、ヴラディスワフ1世の後を継いで即位したカジミェシュ3世（大王）は、巧みな平和外交によってこの外圧を乗り切るとともに、ハールィチ・ヴォルィーニ戦争（1340年 - 1392年）によるリトアニア（分割された旧ハールィチ・ヴォルィーニ大公国領）への領土拡張や内政改革による国力増強などに多くの成功を収め、ポーランドの最盛期を築き上げた。

### ヤギェウォ朝

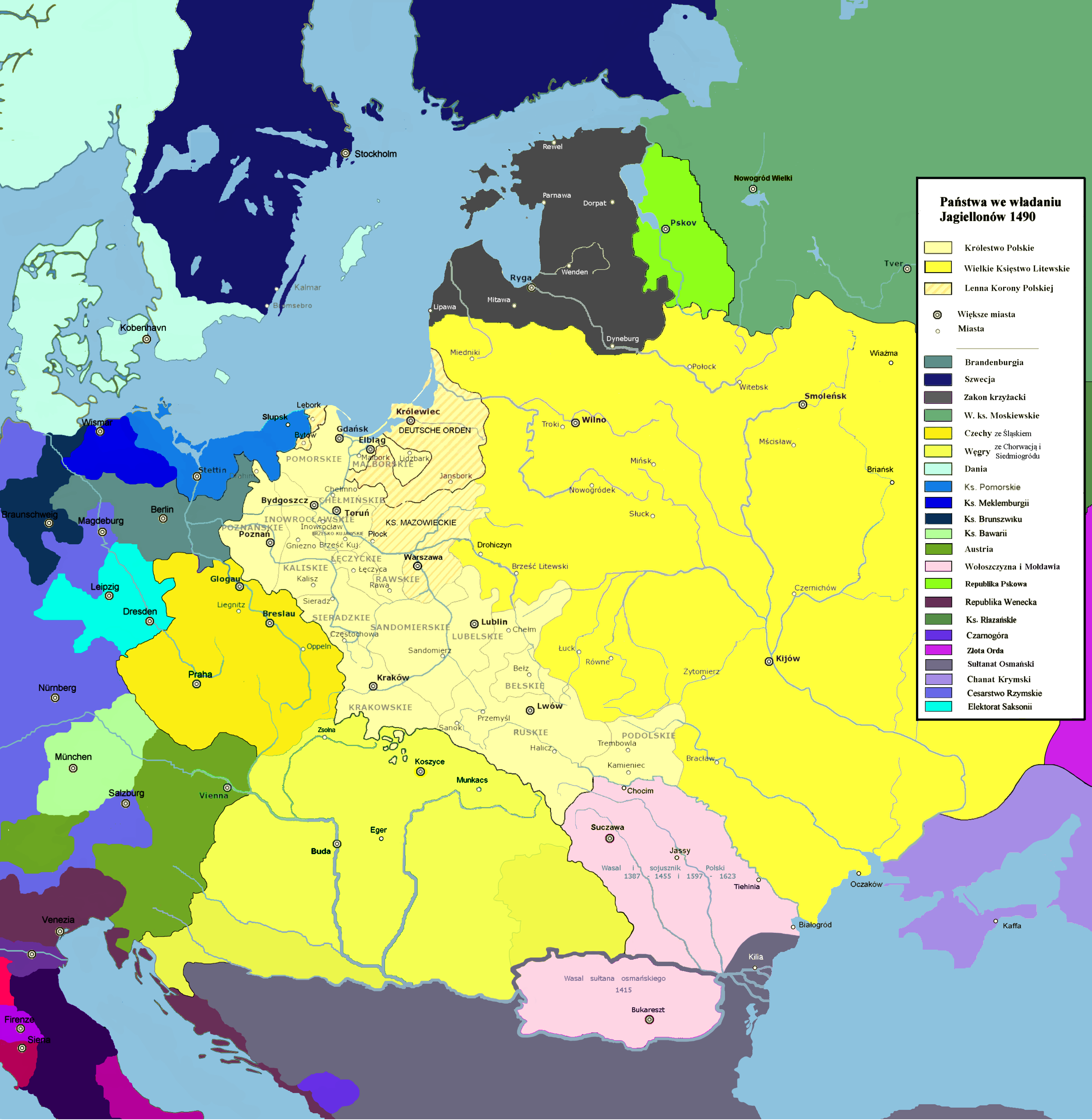
ヤギェウォ家の人物を君主に戴いていた国家群（ヤギェウォ王朝連合）
ポーランド王国を中心にリトアニア・ボヘミア・ハンガリーなど、中央ヨーロッパおよび東ヨーロッパ主要部の大半を占めた

1370年に没したカジミェシュ3世には嫡子も庶子もいなかったため、カジミェシュ3世の甥（姉の子）にあたるハンガリー王ラヨシュ1世が国王ルドウィク1世として迎え入れられたが1382年に没し、その9歳の娘ヤドヴィガがポーランド女王に即位して、再びハンガリーとの同君連合を解消した。
この頃、バルト海沿岸部に陣取るドイツ騎士団がポーランドへの圧迫を加えており、シュラフタ（ポーランド貴族）はこれに対抗するために、自国内に対立構造がなく、貴族たちがみな同意できるような立場にある指導者を求めた。そこで、当時まだ異教信仰（Romuva）に留まっていたリトアニア大公ヨガイラ（リトアニア名: Jogaila、ポーランド名: ヤギェウォ - Jagiełło）がヤドヴィカの夫として選ばれ、1386年にヨガイラはキリスト教に改宗して、ポーランド王ヴワディスワフ2世として即位、ヤドヴィガとヴワディスワフ2世は夫婦による共同統治の形態をとり、リトアニア大公は従弟のヴィトルト（ヴィタウタス）が継ぎ、ポーランドとリトアニアは緊密な同盟関係に入った（クレヴォの合同）。1572年まで続くヤギェウォ朝（ヤゲロー朝）の始まりである。
ヴワディスワフ2世はグルンヴァルトの戦い（タンネンベルクの戦い）でドイツ騎士団に勝利して服属させる一方、南へは黒海方面への領土拡張に成功を収め、ポーランド・リトアニア合同国家の全盛期を築き上げた。しかし晩年に息子ヴワディスワフ3世への王位世襲と引き換えに、シュラフタたちに多くの特権を与えた。これが、後にポーランドの全盛期とその議会制民主主義（黄金の自由）を築き上げる原動力となったが、一方では王国の衰退を導いた内紛の一因ともなってしまう。
フス戦争（1419年 – 1434年）で、ポーランドはボヘミアのフス派を支援し、「ポーランド王国とドイツ騎士団の戦争」でドイツ騎士団を破った。しかし、ヴワディスワフ3世の治世になると、フス派の略奪行為を取り締まり、グロトニキ（Grotniki）の戦いでポーランドにおけるフス派を壊滅させた。
ヤギェウォ朝のもとで、ポーランド王国とリトアニア大公国は一体化が進み、リトアニアや、後にリトアニア大公国からポーランド王国に行政が移ったウクライナ各県の貴族たちも、カトリックへの改宗を進めてシュラフタたちと同化していった。1569年、ポーランド王国とリトアニア大公国はルブリン合同を結び、共通の君主を戴く人的同君連合からひとつの国家体制である物的同君連合「ポーランド・リトアニア共和国」に発展した。

## 影響

### 貴族共和制

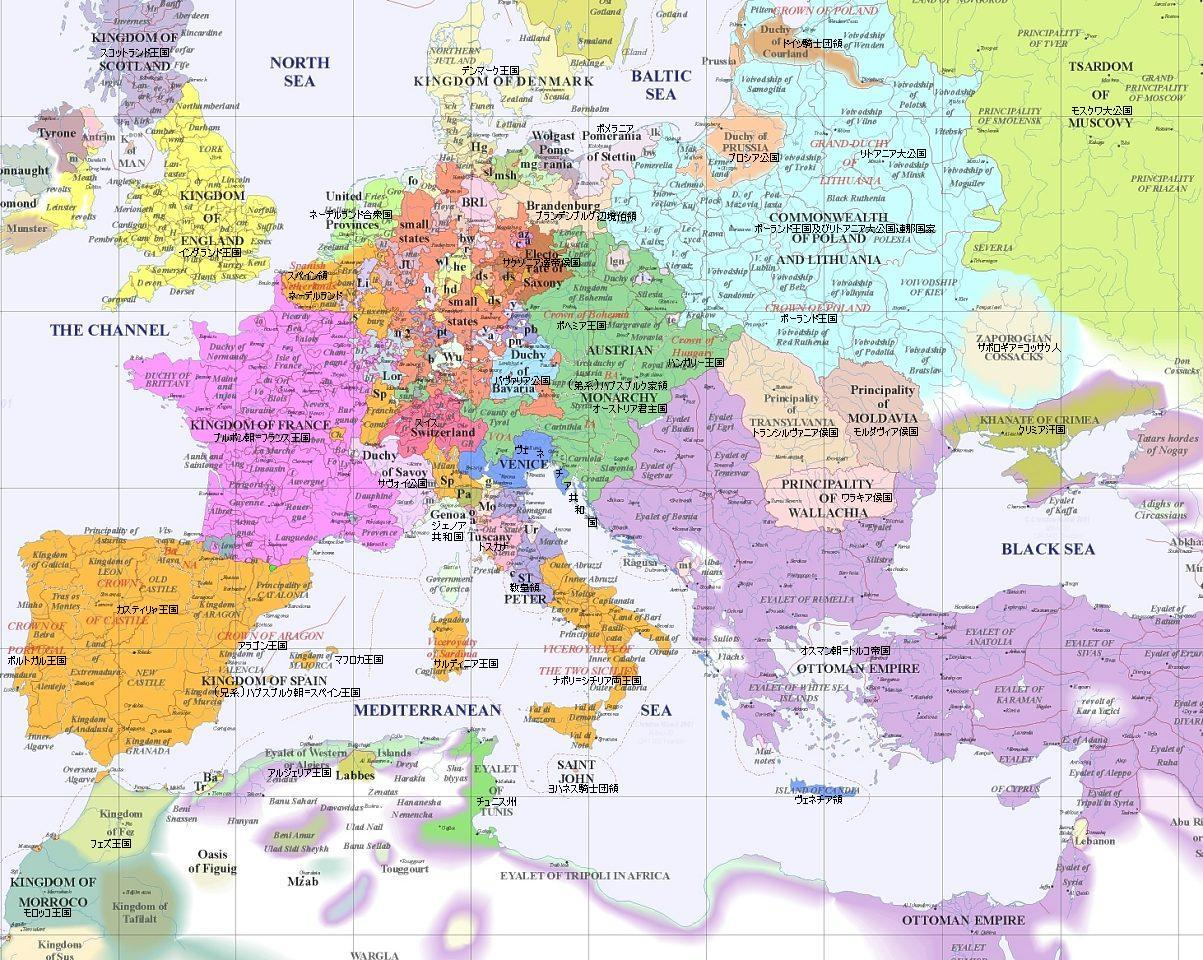
1600年のヨーロッパ
水色がポーランド王国を盟主とするポーランド・リトアニア共和国（連邦国家）

ヤギェウォ朝は1572年に断絶、翌年からポーランド王国は選挙王制となり、シュラフタはヤギェウォ朝時代からの特権に加えて国王の選挙権を握った。この頃、ポーランドは大航海時代を迎えて人口増加著しい西ヨーロッパへの食料輸出が盛んで空前の好景気を迎えていたが、経済の活況の中からシュラフタの階層分化が進み、彼らの中から広大な領土をもつ大貴族（マグナート）が現われるようになっていた。この時代以降、ポーランド王はシュラフタによる議会政治の代表者となり、シュラフタの間で行われる選挙で国会（セイム）議員と元老院（セナト）議員が選ばれた。教会とマグナートが大きな力を持った。この体制を貴族共和制などと呼び、この時代のポーランド王国を「共和国」（Republika）と称することもある。英語ではノーマン・デイヴィスのようにThe Republicとすることもあるが、The Commonwealthと呼ぶことが一般的である。
選挙王制に入ったとき、ポーランドの領土は西では神聖ローマ帝国の境まで、東では現ベラルーシ・ウクライナ中部・ロシア西部にまで及ぶ大国であった。「共和国」のもとでの貴族共和政はポーランドの大国としての地位の確立と維持に積極的に寄与した。しかし17世紀に入ると、周辺国との相次ぐ戦争によりポーランドは国力を消耗、更に新大陸から輸入された安価な農産物が大量に欧州市場に流入し、食料輸出に大きく頼っていたポーランドの収支バランスは黒字から赤字に転落した。こうして多くの中小貴族達が経済的に没落していくと大貴族（マグナート）に頼るようになり、マグナートによる寡頭政治の傾向が強まっていった。全貴族（シュラフタ）が直接選挙によって選出する国王選挙でも中小貴族の経済的苦境につけこんだマグナートたちによる買収工作が盛んとなり、金権政治が横行するようになった。17世紀はウクライナ・コサックによる共和国への叛乱とユダヤ人大虐殺、新興のスウェーデン王国・ロシア・ツァーリ国の侵攻が続き、ポーランドの国力は急速に衰微した。この混乱はポーランド史上「大洪水時代」と呼ばれる。

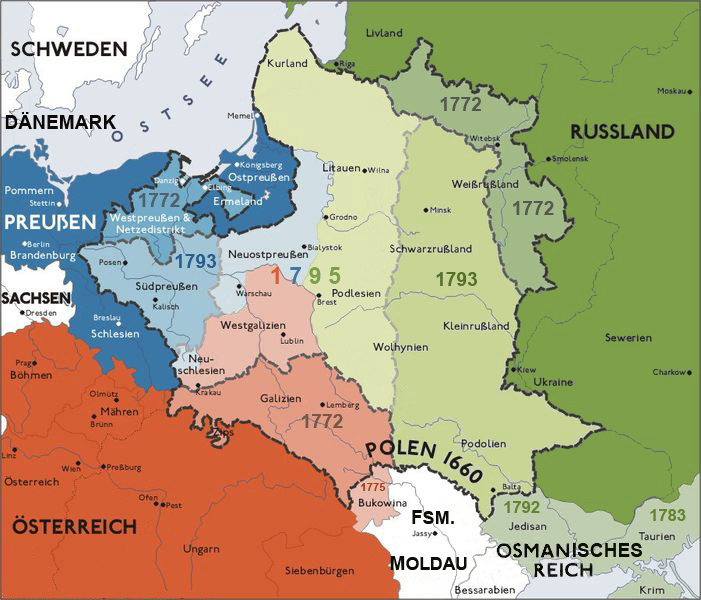
ポーランド・リトアニア共和国の分割

17世紀末には、第二次ウィーン包囲でオスマン帝国の大軍を蹴散らし一躍全ヨーロッパの英雄となったヤン3世ソビエスキ王の下、ある程度の中興を果たすが、ヤン3世の死後息子のヤクプが国王選挙に敗北し、対抗馬でザクセン選帝侯フリードリヒ・アウグスト1世（アウグスト2世）がカトリックに改宗してポーランド王位に就き「ポーランド＝リトアニア＝ザクセン同君連合」が成立すると、ザクセン側の北方への野心により対スウェーデン戦争（大北方戦争）を開始してしまう。アウグスト2世はロシア・ツァーリ国と連合して最終的にはかろうじて勝利国側に立ったが、当初はスウェーデンに敗れて一時ポーランド王が廃位され、スウェーデンの傀儡の国王（スタニスワフ・レシチニスキ）を擁立されるなど失態を犯している。
このアウグスト2世の戦争で国家財政はさらに逼迫し、ここから大北方戦争で強大化したロシア・ツァーリ国、プロイセン王国に東西から挟まれると言う脅威が派生し、王権も弱体化する結果となる。18世紀以降は強国となったロシア帝国、スウェーデン王国、プロイセン王国に対抗するだけの力を失っていった。その後、王国ではポーランド継承戦争（1733年 - 1735年）をはじめとする王位をめぐっての抗争や貴族による内紛が相次ぎ、国力が著しく衰退する。
しかしポーランドの国威復活を望むスタニスワフ・アウグスト・ポニャトフスキ（スタニスワフ2世、在位：1764年 - 1795年）をはじめとした改革勢力は1791年にポーランド・リトアニア共和国はヨーロッパ史上初の民主主義成文憲法（一般に5月3日憲法と呼ばれる）を制定、この偉大なる民主憲法は即時発布された。この憲法によりポーランド王国とリトアニア大公国は連邦国家として完全に統一されることになった。
この憲法発布を見て自分たちの絶対王政に対する脅威と感じたロシア、プロイセン、オーストリアの三大国は、貴族（シュラフタ）、僧侶、学術エリート以外の一般庶民にも広く参政権を拡大していくことに反対していた反民主主義グループのポーランド大貴族（マグナート）に取り入ることで1772年、1793年、そして1795年の3度にわたってのポーランド分割を敢行した。貴族のうち外国勢力と結託した者の領地はそれぞれの個人資産として保全されたが、最後の分割でポーランドの国家として領土そのものは完全に地上から消し去られ、スタニスワフ2世は退位した。ここにポーランド王国は消滅した。
19世紀初頭、ナポレオン・ボナパルトの登場によりワルシャワ公国が成立したが、ナポレオン戦争敗退によって王国復興の望みは完全に絶たれた。その後に待っていたのは、ウィーン体制によるロシア帝国の圧政であった（ポーランド立憲王国）。ポーランドが独立を回復するのは実に1918年のことであった。